# Limitanei
Pojem limitanei (latinsky hraničář) označuje pohraniční jednotky římské armády v době dominátu rozmístěné na hranicích říše. Vznikly za vojenské reformy císaře Diocletiana. Každá pohraniční armáda (exercitus limitanei) měla velitele s hodností dux. Jejich protějškem byly jednotky comitatenses tvořící polní armády rozmístěné uvnitř říše a připravené zastavit protivníka, který pronikl přes hranice.

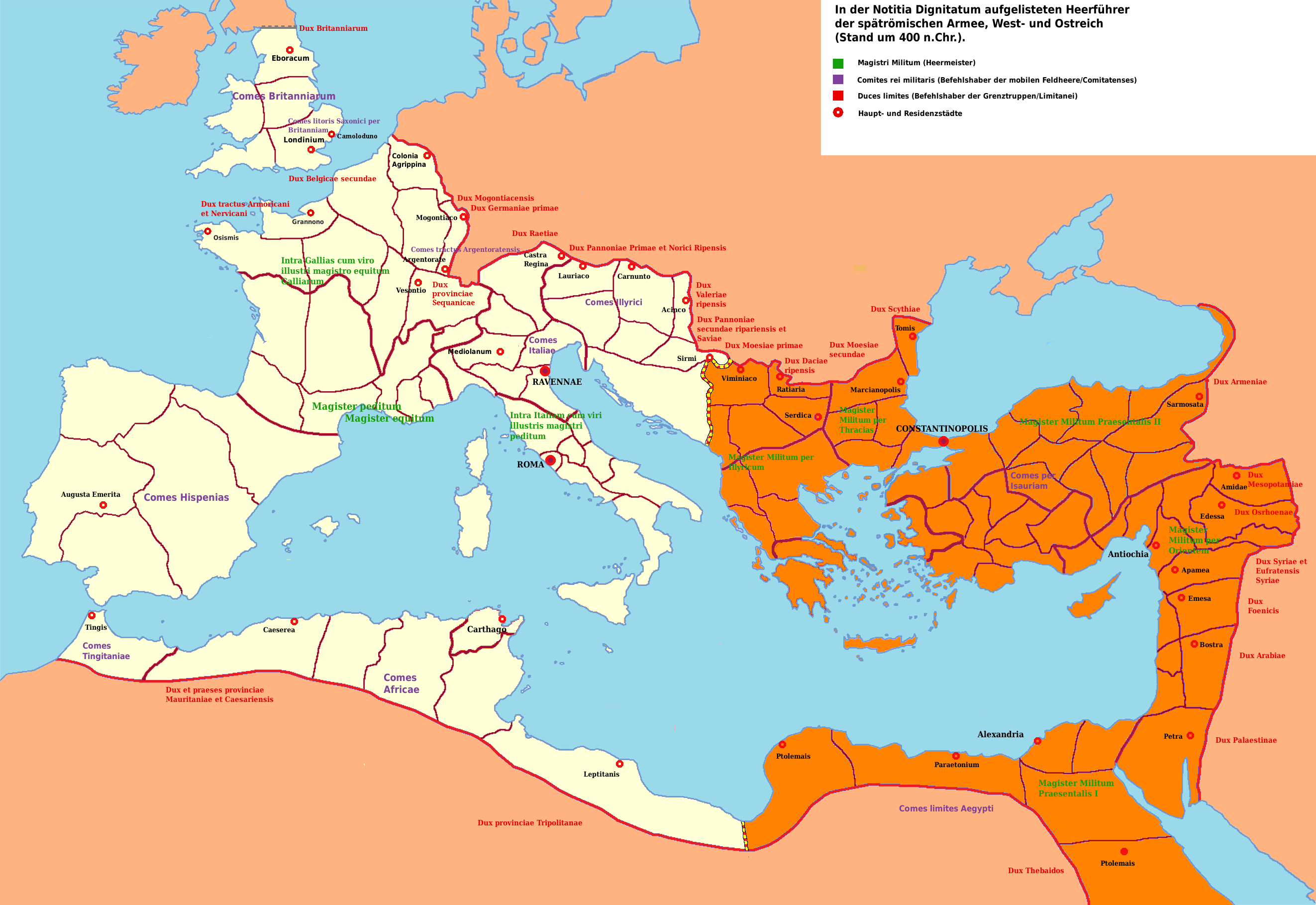
Velitelé Comitatenses a Limitanei v 5. století našeho letopočtu